# Lucien Linard
Pour les articles homonymes, voir Linard (homonymie).
 (décembre 2023).
Si vous disposez d'ouvrages ou d'articles de référence ou si vous connaissez des sites web de qualité traitant du thème abordé ici, merci de compléter l'article en donnant les références utiles à sa vérifiabilité et en les liant à la section « Notes et références ».
Lucien Linard (1881-1914) est un imprimeur français. 

## Biographie
Lucien Linard est né à Charenton-le-Pont, au sud-est de Paris, le 6 juin 1881, d’un père employé de commerce et d’une mère couturière. Il quitte l’école sans passer son brevet d’école primaire et intègre un atelier d’imprimerie en qualité d’apprenti. Il subit entre 1898 et 1901, quinze condamnations en correctionnelle, dans diverses villes de France (Paris, Lyon, Angers…), essentiellement pour vagabondage et infraction à la police des chemins de fer. Ces condamnations lui valent d’effectuer de nombreux – et parfois assez longs – séjours en maison de correction.
En 1902, Lucien Linard est appelé avec sa classe d’âge pour effectuer son service militaire. En raison de ses antécédents judiciaires, il est incorporé, en février 1902, dans une unité disciplinaire : le 2e bataillon d’infanterie légère d’Afrique, stationné dans le désert algérien. En avril 1903, il est versé, en raison de sa bonne conduite, au 72e régiment d’infanterie, stationné à Amiens, où il fait la connaissance du peintre Albert Gleizes,. Après sa libération, Linard accepte de tenter l’aventure de L’Abbaye de Créteil, dans laquelle il s’investit beaucoup, ainsi qu’en témoignent Georges Duhamel et Alexandre Mercereau, puisqu'il imprimera une partie des publications du groupe rue du Moulin où il monte un atelier typographique et une presse. Il invite les membres à s'occuper quelques heures par jour à cette imprimerie et leur apprend le métier d'imprimeur.
En janvier 1908, après la dissolution du phalanstère de Créteil et le départ des membres de L’Abbaye vers Paris, Linard reste à la tête d'un nouvel atelier d’impression qu'il avait ouvert 7 rue Blainville (Paris). En mars 1909, il imprime à 122 exemplaires le dernier ouvrage connu portant sa marque : Artificiel, le premier ouvrage du poète Pierre Jean Jouve.
En août 1914, il est mobilisé au sein du 153e régiment d'infanterie, et est mortellement blessé le 19 ou le 20 août 1914 lors de la bataille de Morhange, en Lorraine. Il succombe le 12 septembre 1914, à Pont-Saint-Vincent, où il est toujours enterré.